# Jameleddine Limam
Jameleddine Limam ou Jamel Limam, né le 11 juin 1967 à Tunis, est un footballeur tunisien jouant au poste d'attaquant ou de milieu de terrain offensif entre 1986 et 2003. Il devient ensuite un agent de joueurs FIFA.
International tunisien (50 sélections), il a joué au Stade tunisien ainsi qu'au Club africain, mais également en Allemagne (Eintracht Brunswick), en Belgique (Standard de Liège) ou en Arabie saoudite (Al-Ittihad Club).

## Clubs
- 1986-juillet 1988 : Stade tunisien (Tunisie)
- juillet 1988-septembre 1990 : Standard de Liège (Belgique)
- septembre 1990-juillet 1991 : Eintracht Brunswick (Allemagne)
- juillet 1991-juillet 1993 : Al-Ittihad Club (Arabie saoudite)
- juillet 1993-juillet 1997 : Stade tunisien (Tunisie)
- juillet 1997-juillet 2001 : Club africain (Tunisie)
- juillet 2001-juillet 2002 : Stade tunisien (Tunisie)
- juillet 2002-juillet 2003 : Club africain (Tunisie)

## Palmarès
- Coupe arabe des clubs champions : 1997
- Coupe arabe des vainqueurs de coupe : 2001
- Coupe de Tunisie : 1998, 2000
- Coupe de la Ligue tunisienne de football : 2002